# Leikonsaari
Leikonsaari är en ö i Finland. Den ligger i sjön Saimen och i kommunen Taipalsaari i den ekonomiska regionen  Villmanstrands ekonomiska region  och landskapet Södra Karelen, i den södra delen av landet, 200 km nordost om huvudstaden Helsingfors. Öns area är 4,6 hektar och dess största längd är 420 meter i sydöst-nordvästlig riktning.